# Noah (film)
Noah är en amerikansk långfilm om profeten Noa och hans ark. Den är regisserad av Darren Aronofsky efter ett manus av honom själv och John Logan. Filmen hade biopremiär den 28 mars 2014.

## Synopsis
Gud har anbefallt Noa att genomföra betydelsefulla uppdrag på jorden innan syndafloden är ett faktum.

## Rollista (i urval)
- Russell Crowe – Noa[3]
- Jennifer Connelly – Naameh, Noas fru.[4]
- Douglas Booth – Sem, Noas son.[5]
- Logan Lerman – Ham, Noas son.[5]
- Leo McHugh Carroll – Jafet, Noas yngste son.
- Emma Watson – Ila, Sems fru.[6]
- Anthony Hopkins – Methusalem, Noas farfar.[7]
- Ray Winstone – Tubal-cain, Noas fiende.[8]
- Kevin Durand – Og, en sexarmad ängel som hjälper Noa och hans familj.[9]
- Madison Davenport – Na'el, en flicka Ham fattar tycke för.[10]
- Mark Margolis – Samyaza, en ängel.[11]
- Jóhannes Haukur Jóhannesson – Kain[12]
- Arnar Dan – Abel[12]